# آمره (کمیجان)
آمره در منطقه بزچلو در بخش مرکزی شهرستان کمیجان و در ۱۵ کیلومتری مرکز شهرستان قرار دارد دارد
روستای آمره طبق تقسیمات اخیر کشوری، از توابع دهستان وفس و بخش مرکزی شهرستان کمیجان می‌باشد. این روستا با مختصات جغرافیایی ۴۹ درجه و ۲۹ دقیقه طول شرقی و ۳۴ درجه و ۸۱ دقیقه عرض شمالی در شمال غربی استان مرکزی قرار دارد. فاصله روستای آمره تا کمیجان ۱۵ کیلومتر می‌باشد.